# Wout Poels
Wout Poels, född 1 oktober 1987, är en nederländsk professionell landsvägscyklist.

## Karriär
Poels har cyklat professionellt sedan 2006. Bland hans meriter kan nämnas en etappvinst i Tour De France och två etappvinster i Vuelta a España.